# William Clayton (4e baronnet)
William Clayton, 4e baronnet (16 avril 1762 - 26 janvier 1834) de Harleyford Manor, près de Great Marlow, Buckinghamshire  est un homme politique anglais.

## Biographie

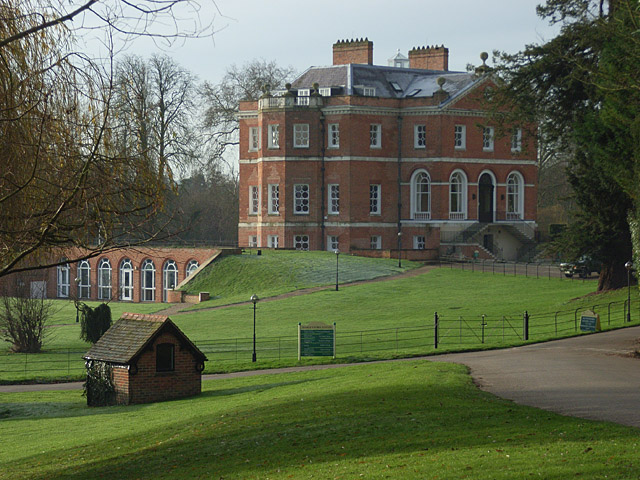
Harleyford Manor.

Il est le fils aîné survivant de William Clayton (vers 1718 - 1783), qui est le petit-neveu de Robert Clayton (homme politique) (en), un riche banquier et ancien lord-maire de Londres.  
Il fait ses études au Queen's College d'Oxford. En 1785, il épouse Mary East, la fille de William East, 1er baronnet, un ancien haut shérif du Berkshire. Ils ont 5 fils et 2 filles.  
En 1783, il est élu sans opposition membre du Parlement de l'arrondissement de Great Marlow, succédant à son père. Il occupe le siège jusqu'aux élections générales de 1790 . 
En 1799, il hérite du titre de baronnet de son cousin germain, Robert Clayton (3e baronnet) et de Marden Park, qui est loué à Joseph Bonaparte. Il meurt à l'âge de 71 ans le 26 janvier 1834, et son fils aîné, William Clayton (5e baronnet), lui succède. Il devient député de Great Marlow de 1832 à 1842. Son fils Rice Richard Clayton est également député.